# Albert Brinkmann
Albert Brinkmann (* 10. September 1916 in Lütgendortmund; † 19. Dezember 2005) war ein deutscher Politiker der CDU.

## Ausbildung und Beruf
Nach dem Abschluss der Volksschule besuchte Albert Brinkmann die Deutscher Handlungshilfen-Verband – Tagesschule. Er absolvierte eine Versicherungslehre und wurde Versicherungskaufmann. 1955 wurde er Versicherungsinspektor und 1957 Prokurist. Ab 1960 arbeitete er als Geschäftsstellenleiter bzw. Filialdirektor.

## Politik
Albert Brinkmann war seit 1949 Mitglied der CDU. Von 1950 bis 1953 fungierte er als Kreissprecher der Jungen Union. CDU-Vorstandsmitglied des Kreises Dortmund war er von 1952 bis 1970. Mitglied des Rates der Stadt Dortmund war Brinkmann von 1952 bis 1970 und Fraktionsvorsitzender der CDU im Rat von 1964 bis 1966. Von 1964 bis 1966 war er Mitglied der Landschaftsversammlung Westfalen-Lippe.

1962 wurde er mit dem Ehrenring der Stadt Dortmund ausgezeichnet.
Albert Brinkmann war vom 25. Juli 1966 bis zum 28. Mai 1980 Mitglied des 6., 7. und 8. Landtages von Nordrhein-Westfalen, in den er jeweils über die Landesliste einzog.